# Dorcadion theophilei
Dorcadion theophilei är en skalbaggsart som beskrevs av Maurice Pic 1898. Dorcadion theophilei ingår i släktet Dorcadion och familjen långhorningar. Inga underarter finns listade i Catalogue of Life.